# Serie A2 2005-2006 (hockey in-line)
La Serie A2 2005-2006 è stata l'8ª edizione del campionato italiano di secondo livello di hockey in-line. Il torneo ha avuto inizio l'11 dicembre 2005 e si è concluso il 3 aprile 2006.
Il torneo è stato conquistato dal Milano 24 (girone A) e dal Latina (girone B) per la prima volta nella loro storia conseguendo la promozione in Serie A1 2006-2007.

## Squadre partecipanti
Girone A
- Asiago Black
- Canguri Brebbia
- Falchi Parma
- Ferrara
- Fiamma Gorizia
- Milano 24
- Raiders Montebelluna
- Roller Lodi
- Versilia

Girone B
- Braccobaldo Napoli
- Catania Flames
- Città di Messina
- GP Sinnai
- Latina
- Pirati Civitavecchia
- Phoenix Palermo
- Taranto

## Girone A

### Classifica finale
|  | Pos. | Squadra              | Pt | G  | V  | N | P  | GF  | GS  | DR  |
|  | ---- | -------------------- | -- | -- | -- | - | -- | --- | --- | --- |
|  | 1.   | Milano 24            | 45 | 16 | 15 | 0 | 1  | 126 | 36  | +90 |
|  | 2.   | Fiamma Gorizia       | 34 | 16 | 12 | 1 | 3  | 108 | 66  | +42 |
|  | 3.   | Ferrara              | 33 | 16 | 10 | 3 | 3  | 108 | 61  | +47 |
|  | 4.   | Raiders Montebelluna | 25 | 16 | 7  | 4 | 5  | 106 | 77  | +33 |
|  | 5.   | Asiago Black         | 20 | 16 | 6  | 2 | 8  | 69  | 80  | -11 |
|  | 6.   | Versilia             | 17 | 16 | 5  | 2 | 9  | 74  | 102 | -28 |
|  | 7.   | Falchi Parma         | 16 | 16 | 5  | 1 | 10 | 71  | 106 | -35 |
|  | 8.   | Roller Lodi          | 7  | 16 | 3  | 1 | 12 | 56  | 114 | -58 |
|  | 9.   | Canguri Brebbia      | 6  | 16 | 2  | 0 | 14 | 54  | 130 | -76 |

Legenda:
      Promosso in Serie A1 2006-2007.
      Retrocesse in Serie B 2006-2007.
Note:
Tre punti a vittoria, uno per il pareggio, zero a sconfitta.
In caso di arrivo di due o più squadre a pari punti, la graduatoria finale è stilata secondo la classifica avulsa tra le squadre interessate che prevede, in ordine, i seguenti criteri:
- punti negli scontri diretti;
- differenza reti negli scontri diretti;
- differenza reti generale;
- reti realizzate in generale;
- sorteggio.

Fiamma Gorizia e  Roller Lodi penalizzati di tre punti.

## Girone B

### Classifica finale
|  | Pos. | Squadra              | Pt | G  | V  | N | P  | GF | GS | DR  |
|  | ---- | -------------------- | -- | -- | -- | - | -- | -- | -- | --- |
|  | 1.   | Latina               | 39 | 14 | 13 | 0 | 1  | 86 | 26 | +60 |
|  | 2.   | Taranto              | 37 | 14 | 12 | 1 | 1  | 63 | 18 | +45 |
|  | 3.   | Pirati Civitavecchia | 22 | 14 | 7  | 1 | 6  | 56 | 35 | +21 |
|  | 4.   | Phoenix Palermo      | 19 | 14 | 6  | 1 | 7  | 55 | 57 | -2  |
|  | 5.   | Braccobaldo Napoli   | 18 | 14 | 5  | 3 | 6  | 51 | 51 | 0   |
|  | 6.   | Catania Flames       | 11 | 14 | 3  | 2 | 9  | 29 | 66 | -37 |
|  | 7.   | Città di Messina     | 6  | 14 | 3  | 0 | 11 | 28 | 70 | -42 |
|  | 8.   | GP Sinnai            | 6  | 14 | 3  | 0 | 11 | 28 | 73 | -45 |

Legenda:
  Squadra ammessa ai play-off promozione.
      Promosso in Serie A1 2006-2007.
      Retrocesse in Serie B 2006-2007.
Note:
Tre punti a vittoria, uno per il pareggio, zero a sconfitta.
In caso di arrivo di due o più squadre a pari punti, la graduatoria finale è stilata secondo la classifica avulsa tra le squadre interessate che prevede, in ordine, i seguenti criteri:
- punti negli scontri diretti;
- differenza reti negli scontri diretti;
- differenza reti generale;
- reti realizzate in generale;
- sorteggio.

Città di Messina e GP Sinnai penalizzati di tre punti.

## Verdetti
| Verdetto              | Club                                                   |
| --------------------- | ------------------------------------------------------ |
| Promosse in Serie A1  | Milano 24 Latina                                       |
| Retrocesse in Serie B | Roller Lodi Canguri Brebbia Città di Messina GP Sinnai |